# National Basketball Association 2007-2008
La stagione della National Basketball Association 2007-2008 fu la 62ª edizione del campionato NBA. La stagione si concluse con la vittoria dei Boston Celtics, che sconfissero i Los Angeles Lakers per 4-2 nelle finali NBA.

## Squadre partecipanti
- Atlanta Hawks
- Boston Celtics
- Charlotte Bobcats
- Chicago Bulls
- Cleveland Cavaliers
- Dallas Mavericks
- Denver Nuggets
- Detroit Pistons
- G.S. Warriors
- Houston Rockets
- Indiana Pacers
- L.A. Clippers
- L.A. Lakers
- Memphis Grizzlies
- Miami Heat

- Milwaukee Bucks
- Minnesota T'wolves
- N.J. Nets
- N.O. Hornets
- N.Y. Knicks
- Orlando Magic
- Phoenix Suns
- Philadelphia 76ers
- Portland T. Blazers
- Sacramento Kings
- San Antonio Spurs
- Seattle S.Sonics
- Toronto Raptors
- Utah Jazz
- Wash. Wizards

## Classifica Finale

### Eastern Conference
Atlantic Division
|  |    |                        | G  | V  | P  | %    | GB |
|  | -- | ---------------------- | -- | -- | -- | ---- | -- |
|  | 1. | Boston Celtics (1)     | 82 | 66 | 16 | 80,5 | -  |
|  | 2. | Toronto Raptors (6)    | 82 | 41 | 41 | 50,0 | 25 |
|  | 3. | Philadelphia 76ers (7) | 82 | 40 | 42 | 48,8 | 26 |
|  | 4. | N.J. Nets              | 82 | 34 | 48 | 41,5 | 32 |
|  | 5. | N.Y. Knicks            | 82 | 23 | 59 | 28,0 | 43 |

Central Division
|  |    |                         | G  | V  | P  | %    | GB |
|  | -- | ----------------------- | -- | -- | -- | ---- | -- |
|  | 1. | Detroit Pistons (2)     | 82 | 59 | 23 | 72,0 | -  |
|  | 2. | Cleveland Cavaliers (4) | 82 | 45 | 37 | 54,9 | 14 |
|  | 3. | Indiana Pacers          | 82 | 36 | 46 | 43,9 | 23 |
|  | 4. | Chicago Bulls           | 82 | 33 | 49 | 40,2 | 26 |
|  | 5. | Milwaukee Bucks         | 82 | 26 | 56 | 31,7 | 33 |

Southeast Division
|  |    |                   | G  | V  | P  | %    | GB |
|  | -- | ----------------- | -- | -- | -- | ---- | -- |
|  | 1. | Orlando Magic (3) | 82 | 52 | 30 | 63,4 | -  |
|  | 2. | Wash. Wizards (5) | 82 | 43 | 39 | 52,4 | 9  |
|  | 3. | Atlanta Hawks (8) | 82 | 37 | 45 | 45,1 | 15 |
|  | 4. | Charlotte Bobcats | 82 | 32 | 50 | 39,0 | 20 |
|  | 5. | Miami Heat        | 82 | 15 | 67 | 18,3 | 37 |

### Western Conference
Northwest Division
|  |    |                     | G  | V  | P  | %    | GB |
|  | -- | ------------------- | -- | -- | -- | ---- | -- |
|  | 1. | Utah Jazz (4)       | 82 | 54 | 28 | 65,9 | -  |
|  | 2. | Denver Nuggets (8)  | 82 | 50 | 32 | 61,0 | 4  |
|  | 3. | Portland T. Blazers | 82 | 41 | 41 | 50,0 | 13 |
|  | 4. | Minnesota T'wolves  | 82 | 22 | 60 | 25,9 | 32 |
|  | 5. | Seattle S.Sonics    | 82 | 20 | 62 | 24,4 | 35 |

Pacific Division
|  |    |                  | G  | V  | P  | %    | GB |
|  | -- | ---------------- | -- | -- | -- | ---- | -- |
|  | 1. | L.A. Lakers (1)  | 82 | 57 | 25 | 69,5 | -  |
|  | 2. | Phoenix Suns (6) | 82 | 55 | 27 | 67,1 | 2  |
|  | 3. | G.S. Warriors    | 82 | 48 | 34 | 58,5 | 9  |
|  | 4. | Sacramento Kings | 82 | 38 | 44 | 46,3 | 19 |
|  | 5. | L.A. Clippers    | 82 | 23 | 59 | 28,0 | 34 |

Southwest Division
|  |    |                      | G  | V  | P  | %    | GB |
|  | -- | -------------------- | -- | -- | -- | ---- | -- |
|  | 1. | N.O. Hornets (2)     | 82 | 56 | 26 | 68,3 | -  |
|  | 2. | San Antonio Spurs(3) | 82 | 56 | 26 | 68,3 | -  |
|  | 3. | Houston Rockets (5)  | 82 | 55 | 27 | 67,1 | 1  |
|  | 4. | Dallas Mavericks (7) | 82 | 51 | 31 | 62,2 | 5  |
|  | 5. | Memphis Grizzlies    | 82 | 22 | 60 | 26,8 | 34 |

## Vincitore
| Campione NBA 2007-2008      |
| --------------------------- |
| Boston Celtics (17º titolo) |

## Statistiche
| Categoria                    | Giocatore          | Squadra               | Statistiche |
| ---------------------------- | ------------------ | --------------------- | ----------- |
| Punti per partita            | LeBron James       | Cleveland Cavaliers   | 30,0        |
| Rimbalzi per partita         | Dwight Howard      | Orlando Magic         | 14,2        |
| Assist per partita           | Chris Paul         | New Orleans Hornets   | 11,6        |
| Palle rubate per partita     | Chris Paul         | New Orleans Hornets   | 2,71        |
| Stoppate per partita         | Marcus Camby       | Denver Nuggets        | 3,6         |
| Percentuale di realizzazione | Andris Biedriņš    | Golden State Warriors | 62,6        |
| Percentuale tiri liberi      | Predrag Stojaković | New Orleans Hornets   | 92,9        |
| Percentuale tiri da tre      | Jason Kapono       | Toronto Raptors       | 48,3        |

## Premi NBA

### Riconoscimenti individuali
- Migliore giocatore dell'anno: Kobe Bryant, Los Angeles Lakers[1]
- Migliore matricola dell'anno: Kevin Durant, Seattle SuperSonics[2]
- Migliore difensore dell'anno: Kevin Garnett, Boston Celtics[3]
- Migliore sesto uomo dell'anno: Emanuel Ginóbili, San Antonio Spurs[4]
- Migliore rivelazione dell'anno: Hidayet Türkoğlu, Orlando Magic[5]
- Migliore allenatore dell'anno: Byron Scott, New Orleans Hornets[6]
- Migliore dirigente dell'anno: Danny Ainge, Boston Celtics[7]

### Quintetti ideali
| Ruolo | Giocatore     | squadra             |
| ----- | ------------- | ------------------- |
| AG    | Kevin Garnett | Boston Celtics      |
| AP    | LeBron James  | Cleveland Cavaliers |
| C     | Dwight Howard | Orlando Magic       |
| GT    | Kobe Bryant   | Los Angeles Lakers  |
| P     | Chris Paul    | New Orleans Hornets |

| Ruolo | Giocatore         | squadra           |
| ----- | ----------------- | ----------------- |
| AG    | Dirk Nowitzki     | Dallas Mavericks  |
| AP    | Tim Duncan        | San Antonio Spurs |
| C     | Amar'e Stoudemire | Phoenix Suns      |
| GT    | Steve Nash        | Phoenix Suns      |
| P     | Deron Williams    | Utah Jazz         |

| Ruolo | Giocatore        | squadra           |
| ----- | ---------------- | ----------------- |
| AG    | Carlos Boozer    | Utah Jazz         |
| AP    | Paul Pierce      | Boston Celtics    |
| C     | Yao Ming         | Houston Rockets   |
| GT    | Tracy McGrady    | Houston Rockets   |
| P     | Emanuel Ginóbili | San Antonio Spurs |

| Ruolo | Giocatore     | squadra            |
| ----- | ------------- | ------------------ |
| AG    | Kevin Garnett | Boston Celtics     |
| AP    | Tim Duncan    | San Antonio Spurs  |
| C     | Marcus Camby  | Denver Nuggets     |
| GT    | Kobe Bryant   | Los Angeles Lakers |
| P     | Bruce Bowen   | San Antonio Spurs  |

| Ruolo | Giocatore       | squadra             |
| ----- | --------------- | ------------------- |
| AG    | Tayshaun Prince | Detroit Pistons     |
| AP    | Shane Battier   | Houston Rockets     |
| C     | Dwight Howard   | Orlando Magic       |
| GT    | Raja Bell       | Phoenix Suns        |
| P     | Chris Paul      | New Orleans Hornets |

| Ruolo | Giocatore    | squadra              |
| ----- | ------------ | -------------------- |
| AG    | Al Horford   | Atlanta Hawks        |
| AP    | Kevin Durant | Seattle SuperSonics  |
| C     | Luis Scola   | Houston Rockets      |
| GT    | Al Thornton  | Los Angeles Clippers |
| P     | Jeff Green   | Seattle SuperSonics  |

| Ruolo | Giocatore           | squadra            |
| ----- | ------------------- | ------------------ |
| AG    | Jamario Moon        | Toronto Raptors    |
| AP    | Juan Carlos Navarro | Memphis Grizzlies  |
| C     | Thaddeus Young      | Philadelphia 76ers |
| GT    | Rodney Stuckey      | Detroit Pistons    |
| P     | Carl Landry         | Houston Rockets    |